# 長湖村鎮區 (密歇根州)
長湖村鎮區（英語：Long Lake Township）是位於美國密歇根州大特拉弗斯縣的一個特設鎮區。

## 地方資料
長湖村鎮區的面積為92.30平方千米，當中陸地面積為78.00平方千米，而水域面積為14.30平方千米。根據2020年美國人口普查的數據，當地共有人口9956人，而人口密度為每平方千米107.87人。